# Catello de Castellammare
Catello de Castellammare   (segle VI - segle IX) fou bisbe de la diòcesi d'Èstàbia i és venerat com a sant per l'Església catòlica.
És el patró de Castellammare di Stabia.

## Etimologia
Probablement el nom Catello deriva de l'hebreu i està vinculat a l'arcàngel Chatel, el significat del qual és 'Déu adorable'. Chatel va ser un dels 69 arcàngels que, després del concili de Roma del 745 i d'Aquisgrà del 789, van ser excomunicats perquè el seu culte per part de la població havia arribat a nivells com els de Déu. Com els va passar als altres, el nom d¡aquest també va caure en desús, excepte a la zona d'Estàbia, on es va associar amb la figura del bisbe Catello.
El nom Catello també té diverses assonàncies amb un terme llatí catulus que significa 'cadell', i amb un del dialecte umbre que significa 'gos'.

## Hipòtesis sobre el seu entorn històric
S'ha parlat molt sobre el període històric en què va viure sant Catello. Encara que no hi ha documents oficials de l'època que acreditin la vida del sant i que la major part de la seva obra fos transmesa per tradició popular, malgrat això, després de la seva mort, als col·legis religiosos de la ciutat es representaven drames que tenien com a temàtica la vida de Catello i posaven l'accent en virtuts i miracles, de vegades completament inventats i que amb els anys esdevenien gairebé fets de veritat. Es pot dir que va viure al segle vi.
Al segle xvii es van plantejar algunes hipòtesis que Catello va viure al segle ix. Aquesta suposició, però, s'ha d'excloure. De fet, la primera obra en què s'esmenta Catello és la Vita Sancti Antonini Abatis Surrentini, obra escrita per l'anomenat Anonimo Sorrentino, monjo benedictí de Sorrento. Aquest text va ser escrit al segle ix. L'autor relata haver parlat amb un presoner musulmà i d'una batalla que va tenir lloc l'any 845 entre els gaetans, els sorrentins i els napolitans. A més, li atribueix alguns fets de la vida de sant Antonino de Sorrento, a qui es dedica l'obra i que va viure en la mateixa època que Catello, donant-li un cert valor històric, com si els fets ja s'haguessin produït des de fa molt de temps; si Anonimo Sorrentino i sant Antonino de Sorrento haguessin viscut gairebé a la mateixa època, segurament hauria proporcionat dades més precises. El text també esmenta els longobards, un poble encara no convertit al cristianisme i del qual fugia Antonino, que al segle ix atemorien les zones costaneres de la Campània. Per aquest motiu es pot excloure que Catello visqué al segle ix, encara que a la Vita Sancti Antonini s'esmenta Abatis Surrentini com a bisbe i encara no com a sant. A més, al segle ix, l'oratori de Sant Miquel, construït al mont Sant'Angelo ai Tre Pizzi, anomenat comunament Molare, ja gaudia d'una gran fama, tant que fou el segon més important d'Itàlia després del Santuari de Sant Miquel Arcàngel del Monte Sant'Angelo, i el tercer d'Europa, després del Mont-Saint-Michel a Normandia i el temple de la Pulla; és doncs impossible que l'oratori, construït per Catello juntament amb Antonino, hagués esdevingut tan famós en pocs anys. L'any 2005, al Molare, prop del lloc on hi havia el temple, es va trobar un fragment d'una placa del segle vii. També confirma la hipòtesi que Catello no va poder viure al segle ix és el fet que en aquella època ja hi havia una església dedicada a sant Antonino, el seu contemporani, i que els sorrentins estaven buscant el seu cos.
També queda exclòs que visqués al segle viii. En aquest període l'església lluitava contra aquells cristians que realitzaven ritus pagans; al centre d'aquests cerimonials hi havia sovint els arcàngels i per això, seguint el concili de Roma del 745 i el d'Aquisgrà el 789, 69 dels 72 arcàngels van ser excomunicats i el seu culte va ser prohibit. Encara que l'arcàngel Miquel no es troba entre els excomunicats, a Catello li hauria estat impossible la construcció de l'oratori dedicat a Sant Miquel al Molare.
També cal excloure el segle vii. En aquest període, del 600 al 612, Lorenzo era el cap de la diòcesi d'Èstàbia, mentre que el 649 va ser Lubertino. A més, el 645 els longobards, sota Rodoald, van assetjar Sorrento, mentre que el 685 la zona es va veure afectada per una erupció del Vesuvi; és poc probable que Anonimo Sorrentino, en el seu escrit, no mencioni cap dels dos fets de la vida de Sant Antoni i, per tant, també de San Catello.

## Hagiografia
Segons la tradició, Catello va néixer al segle vi d'una família noble i el seu cognom era Coppola. La primera hipòtesi no és determinable; tanmateix era costum, en el passat, atribuir orígens nobles als homes de fe. La segona hipòtesi, en canvi, és totalment errònia, ja que, aleshores, encara no existia l'ús del cognom; és probable que un tal pare Antonio Beatillo, l'any 1735, ajudat pels comtes de Coppola, volgués d'alguna manera compensar els seus benefactors, atribuint aquest cognom al patró de Castellammare di Stabia.
Esdevingut sacerdot, Catello dedica el seu servei als habitants de Castellammare di Stabia. Elegit bisbe de la diòcesi d'Èstàbia, a més de problemes religiosos, s'enfronta a l'eliminació de les últimes bosses de paganisme, presents sobretot als suburbis, inclosos els polítics i administratius de la ciutat. L'any 578 comencen les invasions dels longobards al sud d'Itàlia.
En aquella època Castellammare di Stabia estava sota els romans d'Orient de Nàpols que la protegien de les contínues incursions longobardes, que, ignorant l'art de la navegació, només podien atacar la ciutat des de la plana de Sarno; és probable que els habitants de Castellammare di Stabia, que no estaven sòlidament protegit per muralles com Nàpols, juntament amb el bisbe, es va refugiar, a la recerca de protecció, al mont Faito, lloc on hi ha fonts d'aigua i és possible pasturar els ramats. La protecció dels romans d'Orient, a la qual s'afegeix la salvaguarda natural de les muntanyes i de la mar, fa que Castellammare di Stabia sigui el punt d'arribada de nombrosos refugiats que fugien de la violència dels longobards. El bisbe els acull primer a la ciutat, després, per donar-los més protecció, els amaga a les muntanyes, procurant-los el subministrament diari. Gràcies a aquest esdeveniment, Catello és recordat com el protector dels estrangers. També va fer tot el possible enviant monedes, or, objectes preciosos i mobles als caps longobards per alliberar els presoners que havien caigut en les seves mans.
És amb un grup de refugiats que Antonino, monjo benedictí, arriba a Castellammare di Stabia, probablement juntament amb altres germans, amb qui Catello fa una forta amistat. Aquest esdeveniment s'ha de situar abans del 591, any en què els benedictins es van establir a l'illa de Capri; de fet era habitual que els benedictins demanessin hospitalitat a altres monjos del mateix orde, i sent el de Capri l'únic monestir de la zona, és poc probable que Antonino no hagués demanat ajuda als seus germans, entre els mateixos refugiats. Aquest fet ens permet datar el bisbat de Catello en un període comprès entre el 568 (any de l'arribada dels longobards), i precisament el 591. Catello, juntament amb Antonino, sovint es refugiaven al mont Faito, en l'època anomenat Gauro o Aureo, en pregària i meditació; la cavitat on solien refugiar-se, prop d'una zona anomenada Portaceli, prendrà aleshores el nom de Cova de Sant Catello.
Segons la tradició, una nit, l'arcàngel Miquel apareix en somni a Catello i Antonino, ordenant-los la construcció d'un temple en el seu honor; els dos veuen cremar una espelma al cim del Molare i és allà on decideixen construir un oratori. Sant Miquel aprova l'obra a través de diversos prodigis. Es diu que durant un dels atacs de Satanàs contra Catello i Antonino, l'arcàngel va venir en defensa d'ells i un Satanàs enfadat va donar una puntada de peu a una roca, fent-la caure riu avall i deixant la seva empremta; aquest lloc es coneix com a Ciampa del diavolo. La realitat històrica, en canvi, podria ser que Antonino i els seus germans necessiten un lloc on seguir la seva regla amb tranquil·litat. Així, comencen la construcció d'un monestir, no dedicat a Sant Miquel, al cim del Molare, on probablement hi havia un temple pagà amb un bassal d'aigua objecte de culte. De fet, era costum dels benedictins construir els seus monestirs on antigament hi havia temples pagans. També és probable que Catello ajudés els monjos en la construcció d'un oratori i que no fos principalment l'arquitecte de l'obra, ja que, essent aquell període de dificultats econòmiques, és impossible que hagués pogut finançar una obra d'aquest tipus, sobretot per a la manutenció dels treballadors i dels monjos.
Catello és acusat de bruixeria, encanteri i heretgia, és tret de Castellammare di Stabia i portat a Roma per ser interrogat i empresonat. Segons Anonimo Sorrentino, Catello va ser acusat per un «familiar» seu. Sobre aquesta figura s'han fet diverses hipòtesis; es pensava que podria tractar-se d'un primicer, però en l'època en què va viure Catello, aquest paper encara no existia, ni era, segons la tradició popular, Satanàs, ni tan sols un bisbe de la Campània que no era partidari de la protecció que Catello donava als benedictins, que gaudien d'autonomia econòmica, social i espiritual. Una altra hipòtesi es que les acusacions les poguessin haver fet els romans d'Orient, que no van aprovar l'opció del bisbe de refugiar-se a la muntanya amb la població en comptes de quedar-se a la ciutat per defensar-la. Catello és traslladat a Roma per mar; diu la llegenda que durant el trajecte va ser encadenat i un cop va desembarcar va ser portat a la ciutat sota escorta. Aquesta és una notícia infundada, ja que és poc probable aquest tracte cap a un bisbe i sobretot que fos empresonat sense tenir immediatament abans d'un judici. Es desconeix la durada exacta de l'empresonament de Catello, però això degué passar després de l'any 585 ja que, un cop arribat a Roma, va ser confiat a un prelat a qui el bisbe estabià va predir el pontificat; gairebé segur que devia ser Gregori el Gran, que, tanmateix, fins al 585 fou representant episcopal a Constantinoble, i que, un cop a Roma, va governar l'oratori de Sant'Andrea al Celio, on presumiblement estava empresonat Catello. Esdevingut papa, Gregori el Gran oblida la profecia degut als afers del pontificat; la tradició popular diu que tant Antonino com sant Miquel intercedeixen per Catello. Gregori el Gran recorda aleshores la promesa feta al bisbe, l'allibera, exonerant-lo de qualsevol acusació i accepta la petició de Catello de donar plom per cobrir l'oratori del Molare. La veritat sobre l'empresonament de Catello és probablement una altra. El 580 es va produir una reorganització de les divisions territorials i Castellammare di Stabia va romandre sota domini romà d'Orient, mentre que la part nord de la Campània va passar als ducs de Benevent i posteriorment, el 590, al ducat de Roma.
És possible, doncs, que Catello sigui recordat a Roma pel papa Pelagi II per a una simple valoració de les funcions administratives, polítiques i judicials de la diòcesi, que aleshores exercia el bisbe, però també per organitzar una defensa contra les invasions de els longobards; de fet, Castellammare di Stabia, a més de port, també té una muntanya que domina tant el golf de Nàpols com el de Salern, oferint així un excel·lent mirador. Quan Gregori el Gran va succeir a Pelagi II, el nou papa i Catello van estudiar junts una manera d'afrontar els atacs dels longobards; encara que no s'havien convertit al cristianisme, tenien una gran por als dimonis i, un cop van conèixer la figura de sant Miquel, van començar a respectar-lo i adorar-lo. Aleshores el papa decideix que l'oratori al Molare sigui dedicat a Sant Miquel i que es cobreixi amb plaques de plom, ja que, com que el temple no és visible des del golf de Nàpols sinó des de Salern, des del qual atacaven els longobards, sota la llum del Sol es podia reflectir fins i tot a grans distàncies; en conseqüència els longobards no haurien atacat mai un poble que tingués com a protector una figura a la qual tenien un profund respecte.
Catello torna a Castellammare di Stabia triomfant. També en aquest cas, la tradició diu que durant la seva absència el seu lloc va ser ocupat per Antonino, però això és poc probable ja que un benedictí, segons la regla de sant Benet, no s'hagués pogut exercir en la política, administració ni en l'economia. En canvi, és probable que Antonino fos indicat pel bisbe com a model de santedat a seguir. Amb el retorn de Catello a Castellammare di Stabia s'inicia la reconstrucció de l'oratori del Molare; aquesta vegada no en fusta com l'anterior, sinó en pedra i amb el revestiment de plaques de plom donades pel Papa. Diu la llegenda que el Papa també va regalar al bisbe dues petites columnes i una estàtua de Sant Miquel, aquesta darrera col·locada inicialment a l'oratori de Molare i posteriorment traslladada a la cocatedral de Castellammare di Stabia. Aquesta hipòtesi és incorrecta, ja que el període de construcció de l'estàtua no coincideix amb el que va viure Gregori el Gran. Després de la conversió dels longobards al cristianisme, els refugiats abandonen els boscos i muntanyes estabians per tornar a les seves terres, acompanyats de les benediccions de Catello.
Es desconeix la data de la mort de Catello. Entre els supòsits més acreditats hi ha que va tenir lloc el 19 de gener de 595; segurament va morir abans que Antonino, que era més jove, i va morir, després d'establir-se a Sorrento, presumiblement el 14 de febrer de 625 (es desconeix si en el moment de la mort de Catello, Antonino ja havia abandonat Castellammare di Stabia o no). També es desconeix el lloc de sepultura de Catello; de fet, el seu cos no ha estat mai trobat, malgrat les nombroses investigacions. És possible que aquest fos enterrat en un lloc estimat pels benedictins com el Mont Faito, l'escull de Rovigliano o la gruta de Sant Biagio. Les investigacions realitzades als dos primers jaciments no van donar cap resultat, mentre que la gruta de Sant Biagio no s'ha explorat adequadament. La implicació dels benedictins es deu al fet que a partir de l'any 685 la diòcesi d'Èstàbia viu un moment difícil per les contínues erupcions del Vesuvi i probablement, per la manca d'un bisbe, són precisament els benedictins, almenys en l'esfera espiritual, que els substitueixen. Els escorcolls a l'Àrea Christianorum sota la cocatedral de Castellammare di Stabia també van tenir resultats negatius. També és probable que fos enterrat en un dels nombrosos cementeris escampats per l'antiga Stabiae o que, després del trasllat i exposició del cos per a la cerimònia de canonització, s'amagués per evitar la retirada de relíquies, fet que donava una importància considerable a les esglésies que els posseïen i que amb el pas del temps s'ha anat perdent la memòria d'aquest lloc i, per tant, s'ha perdut el cos.

## Culte
Entre finals del segle vi i principis del segle vii, la reputació de santedat de Catello entre la població, com demostren els escrits d'Anonimo Sorrentino, va augmentar considerablement, no només a la diòcesi d'Èstàbia, sinó també als pobles del voltant i al Mont Faito, que continuarà sent un destí de pelegrinatge fins al 1862 quan el bosc esdevindrà insegur com a cau de bandolers. Aleshores, Catello fou proclamat sant, com era costum de l'època, directament pel bisbe de la diòcesi, a instàncies del poble; de fet, els ritus de canonització oficiats pel Papa es van començar a celebrar a partir del segle xiii. El culte a San Catello va ser confirmat per la Sagrada Congregació de Ritus el 13 de setembre de 1729.
A més de Castellammare di Stabia, Sant Catello també és venerat a l'església de Sant Miquel de Nova York (on hi ha una estàtua del sant), a l'església de San Francesc de Toronto (en la qual hi ha una capella, a la dreta de l'altar major, dedicat a la Mare de Déu i al Crucifix de Pozzano, a Sant Catello i a Sant Gener), i en algunes ciutats italianes on hi havia les drassanes, on el culte fou portat pels obrers de la indústria naval de Castellammare di Stabia.
A Castellammare di Stabia hi ha una confraria, fundada l'any 1624 i encara activa, anomenada Reale arciconfraternita dell'Immacolata e San Catello (Reial archiconfraria de la Immaculada Concepció i Sant Catello), amb seu a l'església de San Giacomo. La Confraternita de San Giacomo i San Catello (Confraria de Sant Jaume i Sant Catello), va ser fundada abans de 1484 i després va desaparèixer. Una altra congregació dedicada a Sant Catello és activa a Sorrento des del 1380.

## Relíquies
És probable que algunes relíquies de Sant Catello s'enduguessin en el moment de la seva canonització, quan el seu cos va ser traslladat i exposat a la catedral.
Se sap que al segle xiii el seu crani es guardava al monestir de Sant Bartolomeu, prop del santuari de Santa Maria della Sanità, a Castellammare di Stabia. La relíquia va ser traslladada al monestir dels Frares Menors Conventuals d'Itri, i després va tornar a Castellammare di Stabia el 20 de desembre de 1617 per interès del noble estabià Pier Giovanni di Nocera, qui va canviar la calavera de Sant Catello amb els monjos del Laci per una relíquia de Sant Marcel; l'escriptura de canvi es va signar al convent de San Lorenzo Maggiore de Nàpols el 9 d'octubre de 1616 i es va conservar a l'Arxiu de l'Estat de Nàpols. La calavera, que portava al front un gravat del nom del sant en llengua llombarda, es va conservar a l'interior de l'església de Jesús i Maria, a Castellammare di Stabia, en un bust de fusta que representava Sant Catello, adaptat per a l'ocasió a reliquiari.
Els jesuïtes van ser expulsats l'any 1767 i l'església va tancar. En la seva reobertura es va confiar primer als carmelites, després als religiosos de Sant Joan de Déu i finalment, l'any 1785, per voluntat de Ferran I de les Dues Sicílies, al clergat estabià; va ser en aquesta darrera ocasió que es va fer un inventari del que es guardava a l'església, però no es va esmentar la relíquia de la calavera, segurament presa pels religiosos de Joan de Déu i mai trobada.
Una altra relíquia es va guardar a la cocatedral de Castellammare di Stabia fins al 1739, però posteriorment es va perdre.
Una tercera relíquia, l'única que es conserva, es conserva a la concatedral i la va obtenir el bisbe Angelo Maria Scanzano l'any 1838; aquesta estava custodiada a Sorrento.

## Miracles
Es diu que de la relíquia perduda del crani es va recollir un líquid perfumat, anomenat mannà de San Catello, que l'any 1623 va salvar el convent dels jesuïtes d'una riuada i que es portava una mica als malalts per afavorir la curació.
Entre els miracles atribuïts a Sant Catello, es troba el que va tenir lloc pocs dies abans de la festa del sant, és a dir, el 19 de gener de 1764. Durant una riuada, que va provocar la mort i la destrucció a la plana del Sarno, no va causar víctimes mortals, excepte alguns danys materials, a Castellammare di Stabia. Com a agraïment, a vot perpetu, es va establir que el 18 de gener se celebrarien una missa i un Te Deum, i que l'endemà es farien dues processons. Aquest costum es va mantenir fins a l'any 1964, quan es va decidir traslladar una de les dues processons a la temporada de primavera, primer al juny, i després el segon diumenge de maig.
Del 4 al 22 d'abril de 1906 va tenir lloc l'erupció del Vesuvi més potent del segle xx, que va causar danys i morts a la zona napolitana; el 8 d'abril, l'estàtua del sant va ser portada en processó i un cop van arribar a la platja, de cara al Vesuvi, es va il·luminar la cara de Sant Catello amb un raig de Sol, i la pluja de cendres va deixar de caure sobre Castellammare di Stabia. En record d'aquests dos prodigis, a l'interior de la capella de Sany Catello de la cocatedral, hi ha dos epígrafs de bronze, fets a la drassana de Castellammare di Stabia.
El fracàs del bombardeig de Castellammare di Stabia durant la Segona Guerra Mundial també es deu a la intercessió de San Catello. En record d'aquest fet i de l'erupció de 1906, a instàncies de Marianna Spagnuolo De Rosa, l'any 1957 Francesco Filosa va pintar dues teles que sempre romanen a l'interior de la capella de Sant Catello a la cocatedral de Castellammare di Stabia.
L'efígie de Sant Catello, juntament amb altres sants, també està enganxada a la proa de cada vaixell que es construeix a la drassana de Castellammare di Stabia.